# 말린 오케르만
말린 오케르만(스웨덴어: Malin Åkerman, 1978년 5월 12일 ~ )은 캐나다의 스웨덴 출신 배우, 모델, 가수이다.

## 출연 작품
- 램페이지 - 클레어 웨이든 역
- 칙 파이트 - 애나 역
- 슬립오버 - 마고 역